# Melete leucadia
Espèce
Melete leucadia est une espèce de lépidoptères (papillons) de la famille des Pieridae et de la sous-famille des Pierinae.

## Dénomination
L’espèce a été décrite par les entomologistes autrichiens Cajetan Freiherr von Felder et son fils Rudolf Felder en 1862, sous le nom initial d'Euterpe leucadia.
La localité type est le nord du Pérou.

### Synonymie
- Euterpe leucadia C.Felder & R.Felder, 1862 - protonyme
- Pieris laria (C.Felder & R.Felder, 1865) [2]
- Melete luisella (Fruhstorfer, 1907)[3]
- Melete peruviana yolanda (Fruhstorfer, 1907)[3]
- Melete laria boliviana (Fruhstorfer, 1908) [4]
- Melete laria luisella f. subtuspicta (Bryk, 1953) [5]

La synonymie sur le genre donne également des synonymes :
- Daptoneura leucadia
- Daptonoura leucadia
- Daptonura leucadia

### Nom vernaculaire
Ce papillon se nomme Leucadia White en anglais.

## Description
Le mâle et la femelle sont de couleur blanche ; sur le dessus les ailes antérieures ont un apex largement noir et une bordure noire et les postérieures une bordure noire plus large.
Sur le revers les antérieures sont blanches, les postérieures un peu jaunes avec le noir du dessus visible en transparence et des veines un peu noircies.

## Écologie et distribution
Melete leucadia est présent sur la côte ouest de l'Amérique du Sud, en Colombie, en Bolivie et au Pérou.

### Protection
Pas de statut de protection particulier.